# HMS Sirius (1940)
HMS Sirius (82) (Его величества корабль Сириус) — британский лёгкий крейсер типа «Дидо». Был заказан по программе 1936 года 21 августа 1937 года и заложен на военно-морской верфи Портсмута 6 апреля 1938 года. В ноябре 1939 года строительство было приостановлено для завершения более срочных программ. Крейсер был спущен на воду 18 сентября 1940 года, став шестым кораблём, носившим это имя в британском флоте. Однако вступление в строй было задержано в связи с повреждением корабля авиационной бомбой во время налёта на Портсмут вражеской авиации 5 апреля 1941 года. Повреждения корпуса и ремонт электрических кабелей оттянули вступление в строй до 6 мая 1942 года. Назван в честь Сириуса (лат. Sirius), также α Большого Пса (лат. α Canis Majoris) — ярчайшей звезды ночного неба. Девиз корабля звучал: «Heaven’s light our guide» — «Небесный свет наш проводник».

## История службы
Крейсер закончил комплектование 6 мая 1942 года и начал проведение испытаний, продолжавшихся до 9 мая, после чего вошёл в состав флота в Скапа-Флоу, проходя службу в Северном море и у Северо-западных подходов.
20 июня Сириус, крейсер Curacoa и пять эсминцев образовали Соединение «X». Оно эскортировало конвой Dummy, состоявший из вспомогательных минных заградителей и угольщиков, выполнявших отвлекающие действия во время перехода арктического конвоя PQ-17 (операция ES).

### Операция «Пьедестал»
В июле крейсер был назначен для проведения операции по доставке припасов на Мальту (операция «Пьедестал»). 31 июля 1942 года он вышел с авианосцем Victorious и крейсером Phoebe, соединившись в Атлантике с авианосцами Eagle, Indomitable и Argus. На переходе корабли провели учения по наведению истребителей и взаимодействию авианосцев. 9 августа крейсер вошёл в состав Соединения «Z», которое проводило прикрытие конвоя WS21S на переходе из Гибралтара до Сицилийского пролива.

### Конвойная служба
20 августа 1942 года вышел из Гибралтара во Фритаун вместе с крейсером Phoebe и эсминцами Quentin и Vansittart для прикрытия конвоя. С 24 августа эти же корабли и эсминцы Vimy и Pathfinder эскортировали в США лайнер Queen Elizabeth.
В сентябре крейсер был выделен для действий по защите конвоев в Южной Атлантике и Индийском океане. Он был отделён вместе с однотипным Phoebe для помощи южно-африканским ВМС в создании патрулей для перехвата вражеских блокадопрорывателей. В октябре эти два крейсера вышли в патруль по защите судоходства в Южную Атлантику. 23 октября крейсер Phoebe был повреждён торпедой вражеской субмарины U-161 и Сириус эскортировал его в порт.

### Высадка в Северной Африке
В ноябре 1942 года крейсер был определён для участия в высадке в Северной Африке (операция Torch) и предпринял переход в Гибралтар, чтобы присоединиться к Соединению «H». 8 ноября он вышел вместе с линкором Duke of York, линейным крейсером Renown, авианосцами Victorious и Formidable, крейсерами Argonaut и Bermuda к берегам Северного Алжира для прикрытия операции от любых надводных морских атак.

### В составе Соединения «Q»
25 ноября 1942 года Сириус вошёл в состав 12-й эскадры крейсеров в образованное Соединение «Q», предназначенное для защиты конвоев у алжирских берегов и перехвата вражеских конвоев. 2 декабря он вместе с Соединением, в котором, помимо него, были крейсера Argonaut и Aurora, участвовал в бою с итальянским конвоем, в ходе которого были потоплены все торговые суда из состава конвоя и эскортировавший их эсминец Folgare. Во время возвращения в базу в ходе воздушной атаки был потоплен эсминец Quentin.
1 января 1943 года Соединение «Q» в том же составе плюс крейсер Dido выходило в очередной патруль.
7 января Сириус вместе с крейсером Dido выходил для эскортирование к Бону минзага Abdiel, шедшего из Гибралтара для постановки заграждения в проливе Скерки.
В течение февраля Соединение «Q» совершало патрулирование в западном и центральном Средиземноморье, причём крейсера чередовались, действуя попарно: Сириус с Dido и Argonaut с Aurora.
12 марта 1943 года Сириус участвовал в бою с вражескими торпедными катерами у Бизерты, совместно с крейсером Aurora, и эсминцами Lightning и Loyal. В ходе боя Lightning был потоплен.
С апреля по июнь крейсер продолжал действовать в центральном Средиземноморье, однако боевых столкновений уже не было, так как противник в Северной Африке был разгромлен. После чего крейсер был запланирован к участию в высадке на Сицилию (операция Husky).

### Высадка на Сицилии
9 июля 1943 года крейсер вместе с линкорами King George V и Howe, крейсером Dido и эсминцами Jervis, Panther, Pathfinder, Penn, Paladin и Petard был развёрнут южнее Сицилии, для прикрытия высадки от возможных действий итальянского надводного флота. После чего был отделён вместе с Dido для артиллерийской поддержки. 10 июля крейсер вышел из Бона для поддержки у Марсалы (операция Fracture).

### Операции против Италии
31 июля 1943 года Сириус вместе с Dido и Euryalus бомбардировал Вибо-Валентию на западном побережье Италии, в преддверии высадки Союзников на материке. В августе крейсер продолжал поддерживать наземные войска, базируясь на Мальте.
8 сентября Сириус вместе с Aurora, Penelope, Dido и Abdiel погрузили на борт части 1-й британской воздушно-десантной дивизии, предназначавшейся для высадки в Таранто (операция Slapstick). 9 сентября эти корабли вместе с линкорами King George V и Howe и американским крейсером Boise вошли в гавань Таранто. При входе, на мине поставленной при отходе немцами, подорвался минзаг Abdiel, понёсший большие потери в личном составе и составе войск на борту.
17 сентября 1943 года крейсер присоединился к крейсерам Mauritius и Orion, производившим обстрел побережья во время высадки в Салерно (операция Avalanche). 18 сентября крейсер был повреждён близкими разрывами авиабомб, но продолжил участие в операции. Только 25 сентября он вернулся на Мальту.
В октябре крейсер был переведён в Эгейское море для поддержки британской оккупации островов после капитуляции итальянцев. 4 октября он прибыл туда вместе с крейсерами Aurora, Penelope и Dido для перехвата немецких десантных средств.

### Уничтожение немецкого конвоя в Эгейском море
6 октября 1943 года Сириус вместе с Penelope и эсминцами Faulknor и Fury севернее Astipalea (Stampalia) участвовал в бою с немецким конвоем, состоявшим из вспомогательного охотника за подводными лодками UJ-2111 (667 тонн, бывший итальянский Tramaglio), грузового судна Olympus (5216 брт) и 7 БДБ. В ходе боя был потоплен UJ-2111, и все суда конвоя были также потоплены, либо подожжены, кроме одного БДБ. На отходе через пролив Скарпанто корабли подверглись интенсивной воздушной атаке, но в итоге 7 октября прибыли в Александрию, при этом Penelope была повреждена.
17 октября Сириус вернулся в Эгейское море совместно с эсминцами Pathfinder, Eclipse и Beaufort. Данные корабли были направлены на поддержку крейсера Aurora и эсминцев, действовавших в этих водах. Оба крейсера произвели обстрел гавани Коса, после чего подверглись мощной и тяжёлой атаке. Сириус был поражён на юте 250 кг бомбой, а ещё 4 близких разрыва вызвали пожары на корме. Серьёзные повреждения от осколков получили вооружение и радарные антенны. Из состава экипажа было убито 14 человек, ещё 30 получили ранения. Тем не менее корабли вернулись в Александрию.
В ноябре 1943 года крейсер перешёл в Массауа и встал на ремонт, который продолжался до 19 февраля 1944 года. В течение марта крейсер был подготовлен для дальнейшей службы в составе Средиземноморского флота, а в апреле прибыл в Неаполь и вошёл в состав 15-й эскадры крейсеров. В мае крейсер находился в центральной части Средиземного моря для поддержки военных операций в Италии.

### Высадка в Нормандии
20 мая 1944 года Сириус прибыл в Клайд и начал службу в составе Home Fleet’а, в рамках подготовки к проведению операции Нептун — морской части высадки в Нормандии. Корабли проводили учения и тренировку у северо-западных подходов. В начале июня крейсер стал резервным бомбардирским кораблём в восточном соединении во главе с линкором Rodney. Корабли выдвинулись в район Ла-Манша, но операция была отложена на 24 часа. 5 июня соединение всё же прибыло в район Канала. 7 июня Сириус отплыл из Solent вместе с Rodney для поддержки стрельбой на этапе высадки. Вместе с крейсером Frobisher Сириус обеспечивал зенитную оборону во время высадки на пляже Sword.

### Высадка в Южной Франции
В июле 1944 года крейсер был освобождён от участия в операции Нептун и переведён для участия в операции Драгун — высадке союзных войск в южной Франции. Операция производилась под американским командованием. В августе он вошёл в Неаполе в состав резервных сил, совместно с французским крейсером Jeanne d’Arc. 23 августа он вышел из порта в Тулон, чтобы заменить крейсер Aurora в составе группы обстрела Тулона. 24 августа он прибыл и начал производить обстрел фортов St Madrier. 30 августа Сириус совместно с крейсером Dido вышли из-под командования американцев и вернулись под командование Средиземноморским флотом, продолжив службу на этом театре. 13 сентября Сириус представлял Великобританию в качестве флагманского корабля во время церемониального вступления союзников в Тулон.

### В составе сил Эгейского моря
В октябре 1944 года крейсер переведён в состав британских сил Эгейского моря для проведения операций по захвату островов Эгейского моря и материковой Греции (операция «Манна»). 15 октября он прибыл в Афины. 27 октября высадил десант на Diskopi.
В ноябре и декабре, крейсер вместе с эскадрой был направлен в восточное Средиземноморье для защиты конвойных операций. 18 декабря крейсер забирал моряков с острова Митилини.

### Базирование на Мальте
В январе 1945 года крейсер вместе с эскадрой был переведён на Мальту, где в этот момент находились министр иностранных дел Великобритании Энтони Иден и Госсекретарь США в преддверии конференции союзников в Ялте. С февраля по май крейсер вместе с эскадрой оказывал поддержку в Средиземном море, базируясь на Мальте. После дня победы крейсер оставался на Средиземном море для поддержки операций в Эгейском и Адриатическом морях. До окончания боевых действий с Японией на кораблях проводилась обширная подготовка для службы на Дальнем Востоке.

## Послевоенная служба
Крейсер оставался на Средиземном море до 17 февраля 1946 года, после чего отправился на ремонт в Великобританию. После завершения ремонта в Портсмуте Сириус принял участие в посвящении военного мемориала в память о рейде на Сен-Назер в ходе Второй мировой войны. В том же году он присутствовал на королевском смотре в Клайде. Крейсер выводился из строя в 1947 из-за некомплекта экипажа, но уже в следующем году снова встал в строй. В апреле 1949 года крейсер был выведен в резерв. После шести лет нахождения в резервном флоте крейсер был удалён из списков и продан на слом BISCO, для разборки Hughes Bolcow в Blyth, куда он прибыл 15 октября 1956 года.